# Trond Nymark
Trond Nymark (ur. 28 grudnia 1976 w Bergen) – norweski lekkoatleta, chodziarz.

## Osiągnięcia
- 2. (2006) oraz 3. (2008) miejsca podczas pucharu świata w chodzie (50 kilometrów)
- złoty medal mistrzostw świata (chód na 50 kilometrów, Berlin 2009), po dyskwalifikacji za doping pierwszego na mecie Rosjanina Siergieja Kirdiapkina[1]

Trzykrotnie startował na igrzyskach olimpijskich – w 2004 (13. miejsce), 2008 (nie ukończył) i 2012 (20. miejsce).

## Rekordy życiowe
- Chód na 50 kilometrów – 3:41:16 (2009) rekord Norwegii